# جوردانا بروستر
جوردانا بروستر (به انگلیسی: Jordana Brewster) بازیگر، برزیلی_ آمریکایی و متولد ۲۶ آوریل ۱۹۸۰ است.
او حرفهٔ بازیگری را از اواخر نوجوانی با بازی در فیلم "همهٔ بچه‌های من" شروع کرد.
بروستر فارغ‌التحصیل رشتهٔ زبان انگلیسی از دانشگاه Yale است
از فیلم‌های معروف او می‌توان به فیلم سریع و خشمگین و فست فایو اشاره کرد.

## فیلم‌شناسی
فهرست برخی از فیلم‌هایی که جوردانا بروستر در آنها به ایفای نقش پرداخته‌است:
- کادر آموزشی (۱۹۹۸)
- سیرک نامرئی (۲۰۰۱)
- سریع و خشمگین (۲۰۰۱)
- دی. ئی.بی.اس. (۲۰۰۴)
- کشتار با اره‌برقی در تگزاس: سرآغاز (۲۰۰۶)
- آناپولیس (۲۰۰۶)
- سریع و خشمگین ۴ (۲۰۰۹)
- سریع ۵ (۲۰۱۱)
- سریع و خشمگین ۶(۲۰۱۳)
- سرقت آمریکایی (۲۰۱۴)
- سریع و خشمگین ۷ (۲۰۱۵)
- خانه شیرین جهنمی (۲۰۱۵)
- اسلحه مرگبار (۲۰۱۶)
- برقراری رابطه (۲۰۲۰)
- سریع و خشمگین ۹ (۲۰۲۱)
- شبیه‌ساز (۲۰۲۳)
- فست اکس (۲۰۲۳)
- چشم قلبی (۲۰۲۵)